# 플라톤의 우화 해석

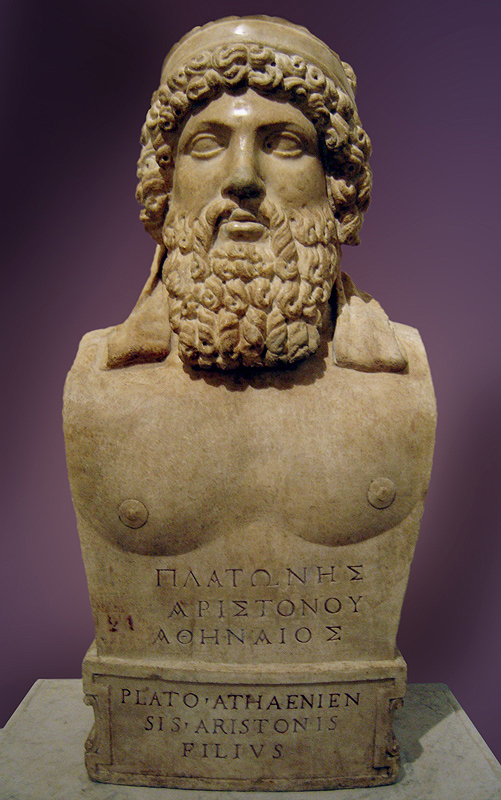
플라톤의 헤름, 그리스어로된 비문은 아테네 사람 아리스톤의 아들을 플라토로 읽는다.

다음은 플라톤의 알레고리해석에 관한 내용이다.
많은 플라톤 해석자들은 그의 작품들은 문자적 의미에 덧붙여서 <대화>속에서 은유적 의미를 주는 알레고리 혹은 상징들이라고 불리는 이중적 의미의 본문들을 가지고 있다고 한다. 플라톤의 이런 알레고리 해석은 1세기부터 르네상스와 18세기까지 지배적으로 사용되었으며 플로티노스, 프로클로스,  그리고 마르실리오 피치노와 같은 인물들에 의해서 사용되었다. 알렉산드리아의 필로때부터 시작된 이 견해는 유대인, 기독교인, 이슬람의 성경의 해석까지 영향을 주었다. 그들은 르네상스에 널리 퍼졌으며 단테, 스펜서, 셰익스피어와 같은 시인들 사이의 알레고리의 발전에 기여했다.
현대에서 플라톤의 이런 해석은 거부되고 역사적인 맥락속에서 문서들을 해석한다.
역사 학자들은 플라톤주의와 신 플라톤주의 사이의 단순한 구분을 거부하고 있으며, 플라톤을 알레고리로 읽는 전통은 지금도 활발한 연구 분야이다.

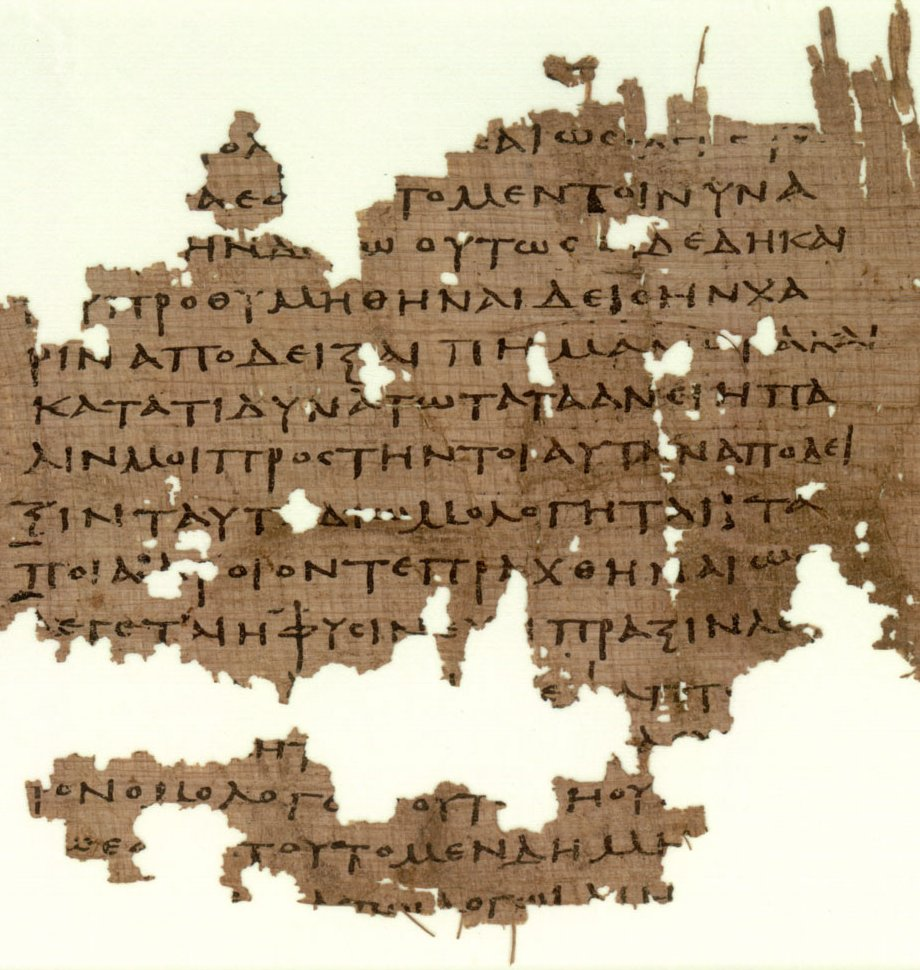
Papirus Oxyrhynchus, 플라톤 공화국의 조각

플라톤의 알레고리 해석의 쇠퇴는 문학, 종교, 철학 전반에 걸쳐 전통적인 알레고리를 유럽 전역에서 거부하기 시작했다. 17 세기와 18 세기에 '알레고리는 경험주의, [엄격한] 역사 서술, 리얼리즘, 그리고 평범하고 합리적인 언변 ...]에 의해 우연히 사라진다. 이러한 변화는 플라톤 (Platonic)에 기초한 알레고리의 종말을 낳았다. 괴테 ( Goethe, 1749 ~ 1832)는 ' 막스와 반사 '에서 '상징'과 유명세를 유명하게 유명하게했다 . 고전적인 장학금에서 프리드리히 아우구스트 울프 ( Friedrich August Wolf, 1759 - 1824)의 저작은 우화 방법의 최종 거부를 표시한다. 그는 고전이 문학적 방법에서 벗어나 더 엄격한 '고고학'( Altertumswissenschaft )이 되어야한다고 맹렬히 주장했다.

## 플라톤의 초기 해석자들
플라톤의 제자들 가운데 아카데미안에서 그의 타이마우스안에 있는 창조신화에 대한 유명한 논쟁에서 나타난다. 스페우시포스, 크세노크라테스, 그리고 폴레몬과 같은 사람들은 타이마우스의 중요한 본문들을 비유적으로 해석하였다.

## 같이 보기
- 플라톤
- 알레고리